# Carita Holmström
Carita Elisabeth Holmström (ur. 10 lutego 1954 w Helsinkach) – fińska piosenkarka, pianistka i autorka tekstów tworząca jako „Carita”. Tworzy głównie jazz oraz muzykę poważną. Reprezentowała Finlandię na Konkursie Eurowizji w 1974 roku z piosenką „Keep Me Warm” („Prowadź mnie ciepło”), gdzie zajęła 13. miejsce zdobywając 4 punkty.
W 1976 zajęła się komponowaniem muzyki do musicali, oper kameralnych i innych sztuk teatralnych. Napisała również muzykę do musicalu Klick (Libretto z Marina Meinander). W 1983 została wykładowcą na kierunkach muzycznych w Sibelius-Akademie.

## Utwory
- We are what we do (1973) (Jesteśmy tym, co robimy)
- Toinen levy (1974) (Na drugim dysku)
- Two Faces (1980) (Dwie twarze)
- Aquamarin (1984) (Akwarium)
- Time of Growing (1990) (Czas rozwoju)
- DUO! (1994)
- Jos tänään tuntis' huomisen 1973–1974 (Jeśli dziś znaliby poranek)